# Isbister Holm

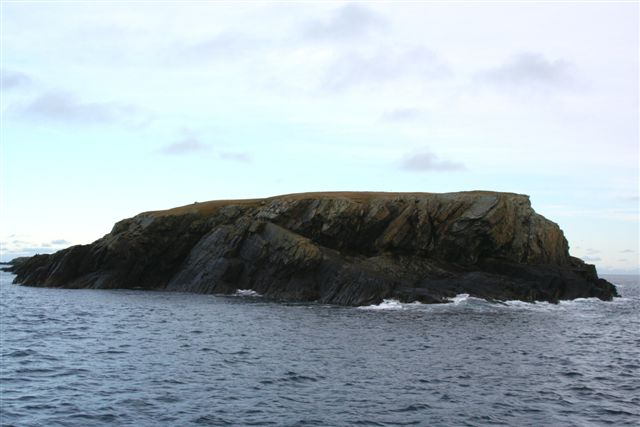
Blick auf Isbister Holm

Isbister Holm ist eine kleine Insel, die im Osten der, zu Schottland zählenden Shetlands liegt.

## Geographie
Isbister Holm gehört zu einer Gruppe von unbewohnten Inseln, die vor der östlichen Küste der Insel Whalsay in der Nordsee liegen. Dort bildet es die südwestliche von drei Inseln, die eine kleine Reihe bilden. Die mittlere ist Mooa, die nordöstliche Nista. Hinzu kommen die Nacka Skerry, eine Gruppe von Felsen. Die Küste von Whalsay, an der die Ortschaft Isbister liegt, ist 2 Kilometer entfernt.

## Historisches
Im Rahmen der historischen Gliederung Schottlands in Civil Parishes zählt Isbister Holm zu Nesting.